# Hilimbawadesolo
Hilimbawadesolo is een bestuurslaag in het regentschap Gunungsitoli van de provincie Noord-Sumatra, Indonesië. Hilimbawadesolo telt 616 inwoners (volkstelling 2010).